# أحمد جاكار
أحمد جاكار (بالتركية: Ahmet Çakar)‏، حكم كرة قدم تركي دولي سابق.
و قد حكم في كأس الخليج 1992، وقد أدار مباراة منتخب الكويت لكرة القدم ومنتخب الإمارات لكرة القدم في 28 نوفمبر 1992، وقد أدار مباراة منتخب الإمارات لكرة القدم ومنتخب عمان لكرة القدم في 9 ديسمبر 1992.

## روابط خارجية
- أحمد جاكار على موقع Soccerway.com (الإنجليزية)